# Pustynia Arabska

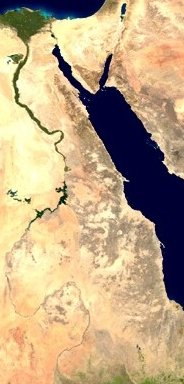
Pustynia Arabska

Pustynia Arabska (Pustynia Wschodnia) – pustynia w Afryce, stanowi północno-wschodnią część Sahary. Zajmuje obszar między Nilem a Morzem Czerwonym. Jej zachodnia część to głównie pustynia piaszczysto-żwirowa i gruzowa, a wschodnia – kamienista. Na południu przechodzi w Pustynię Nubijską.

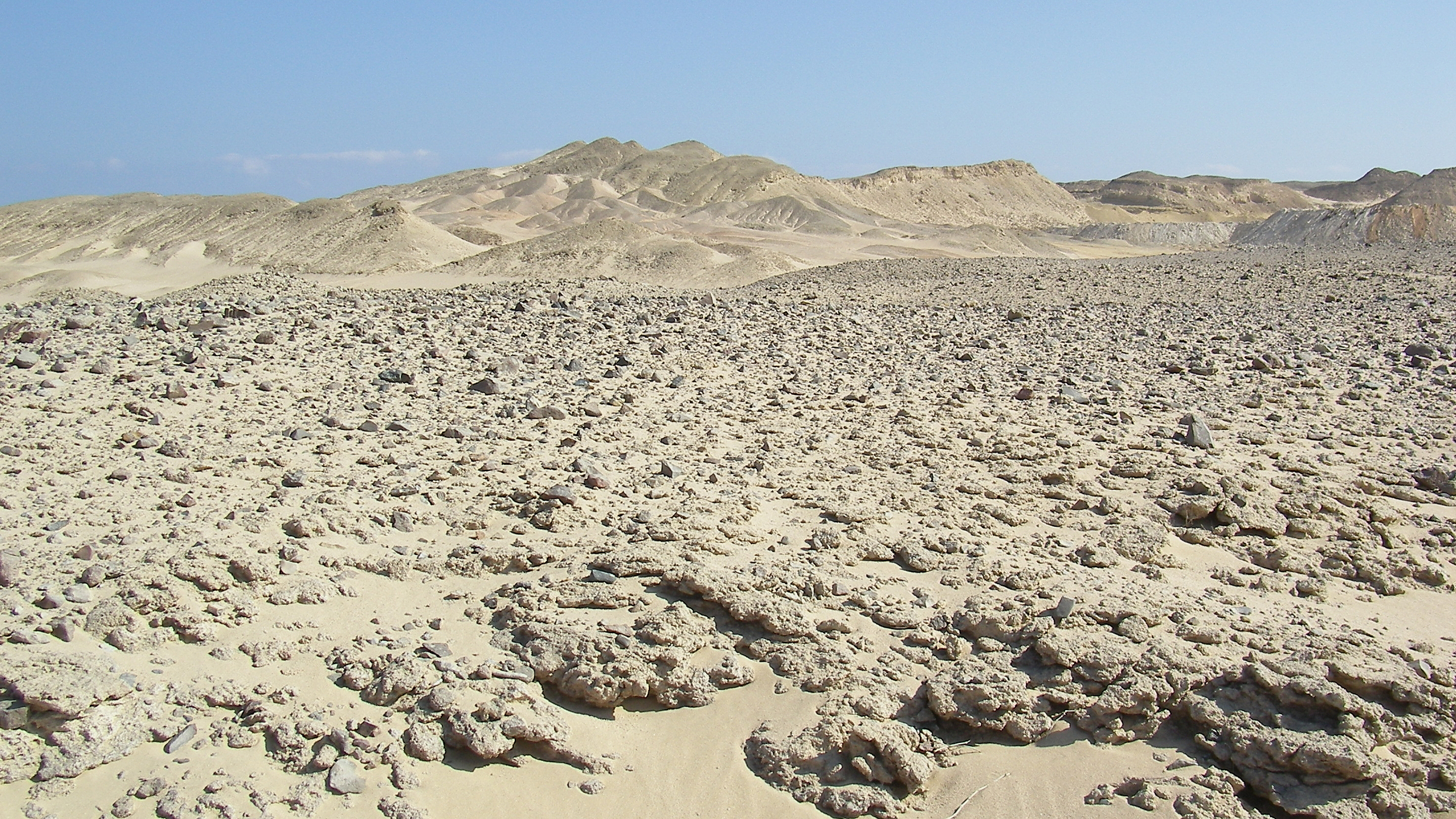
Pustynia Arabska w okolicach Hurghady

Wzdłuż wybrzeży Morza Czerwonego przebiega pasmo Atbaj. Na Pustyni Arabskiej panuje skrajnie suchy klimat zwrotnikowy ze średnią roczną sumą opadów poniżej 10 mm. Sprawia to, że jej krajobraz stanowi przede wszystkim sieć suchych uedów porośniętych skąpą roślinnością kserofilną. Do zasobów naturalnych obszaru pustyni należą ropa naftowa i fosforyty.
W górach pustyni w pierwszych wiekach naszej ery Rzymianie otworzyli i prowadzili dwa zespoły kamieniołomów, w których wydobywano cenione w ówczesnym budownictwie monumentalnym skały - czerwone i fioletowe porfiry w Mons Porphyrites oraz gnejsy tonalitowe i granodioryty w Mons Claudianus. Były one wysyłane z Egiptu do różnych miast imperium rzymskiego. 